# Pietà (Bramantino)
Pietà, ou Lamentação sobre o Cristo Morto, é um fragmento de um afresco de luneta de c. 1475-1500 por Bramantino, originalmente sobre a porta da igreja de San Sepolcro em Milão e agora na Pinacoteca Ambrosiana na mesma cidade.

## Temática
Uma Pietà [pjeˈta] (italiano para Piedade) é um tema da arte cristã em que é representada a Virgem Maria com o corpo morto de Jesus nos braços, após a crucificação.